# Ботанический сад Пизы
Ботанический сад Пизанского университета, или ботанический сад Пизы (итал. Orto botanico di Pisa) — один из старейших ботанических садов в мире. Управляется департаментом ботаники Пизанского университета.

## История

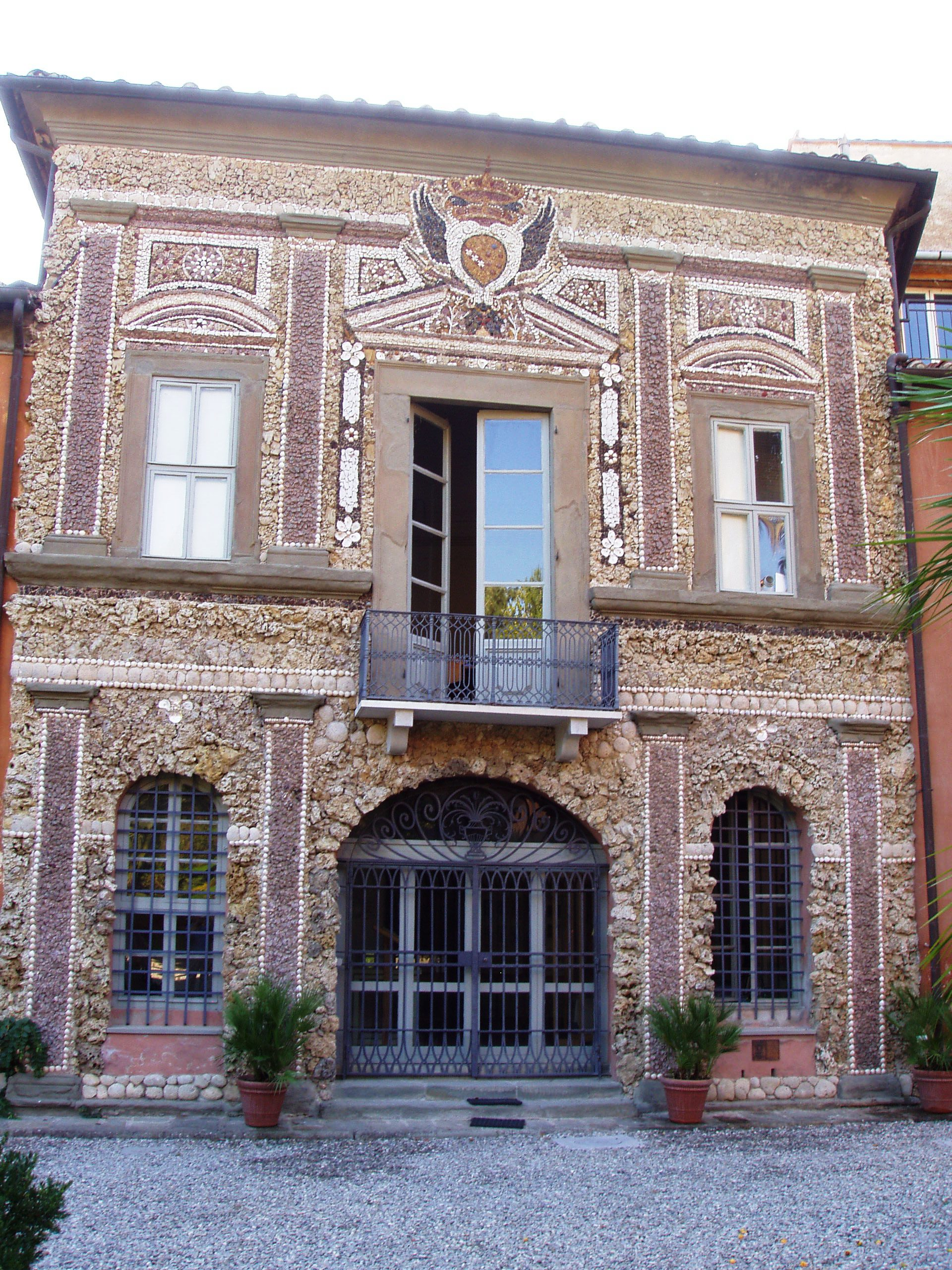
Здание ботанического института

Пизанский ботанический сад был основан под названием Giardino dell'Arzinale в 1544 году известным ботаником Лукой Гини при материальной поддержке великого герцога тосканского Козимо I. Гини работал в саду вместе с несколькими ботаниками, среди которых Луиджи Ангвиллара. Считается старейшим ботаническим садом в мире, однако это оспаривается Ботаническим садом Падуи, основанным на год позже, поскольку Пизанский ботанический сад несколько раз менял своё расположение.
В 1563 году при директоре Андреа Чезальпино ботанический сад переехал на север Пизы. В 1591 году под директорством Лоренцо Маццанги сад в третий раз переехал в своё нынешнее местонахождение. В 1595 году здесь было построено здание Ботанического института.
Каталог растений, имеющихся в ботаническом саду, был впервые создан Микеланджело Тилли в 1723 году. В XIX веке планировка сада была значительно изменена при директорах Гаэтано Сави и Теодоро Каруэле.

## Описание ботанического сада
В настоящее время в ботаническом саду представлено около 550 различных видов растений. Директором сада является Джани Бедини, хранитель ботанического музея — Лучия Амадеи, куратор сада — Джузеппе Пистолези.

## Галерея фотографий

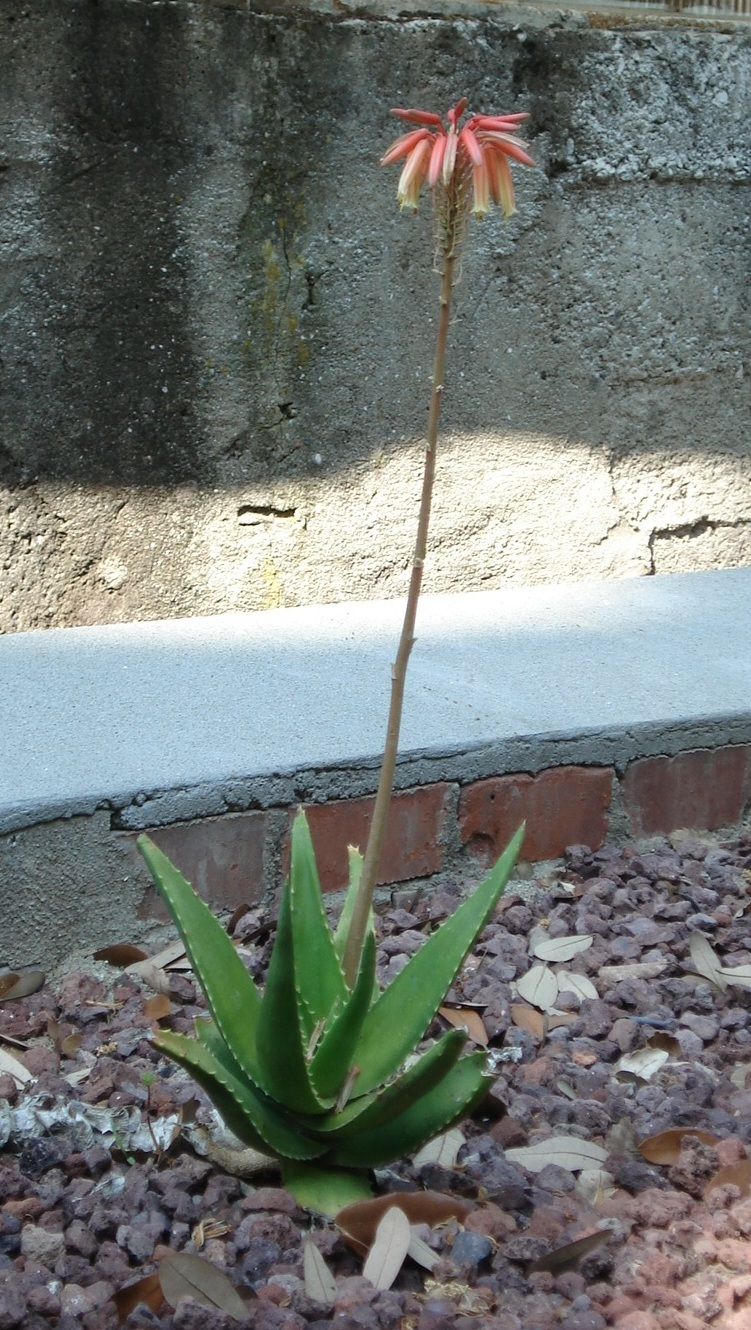
Aloe lastii
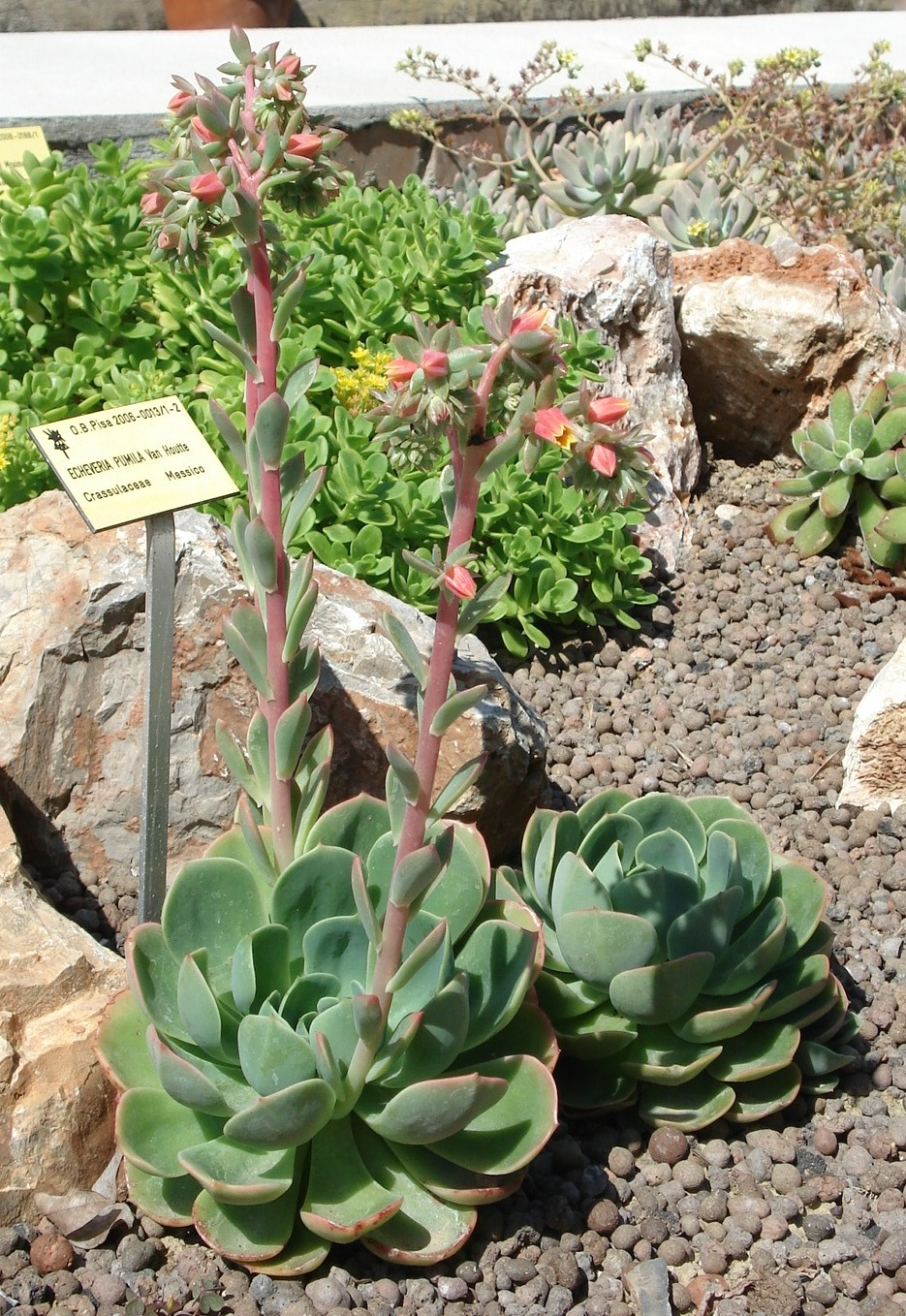
Echeveria pumila
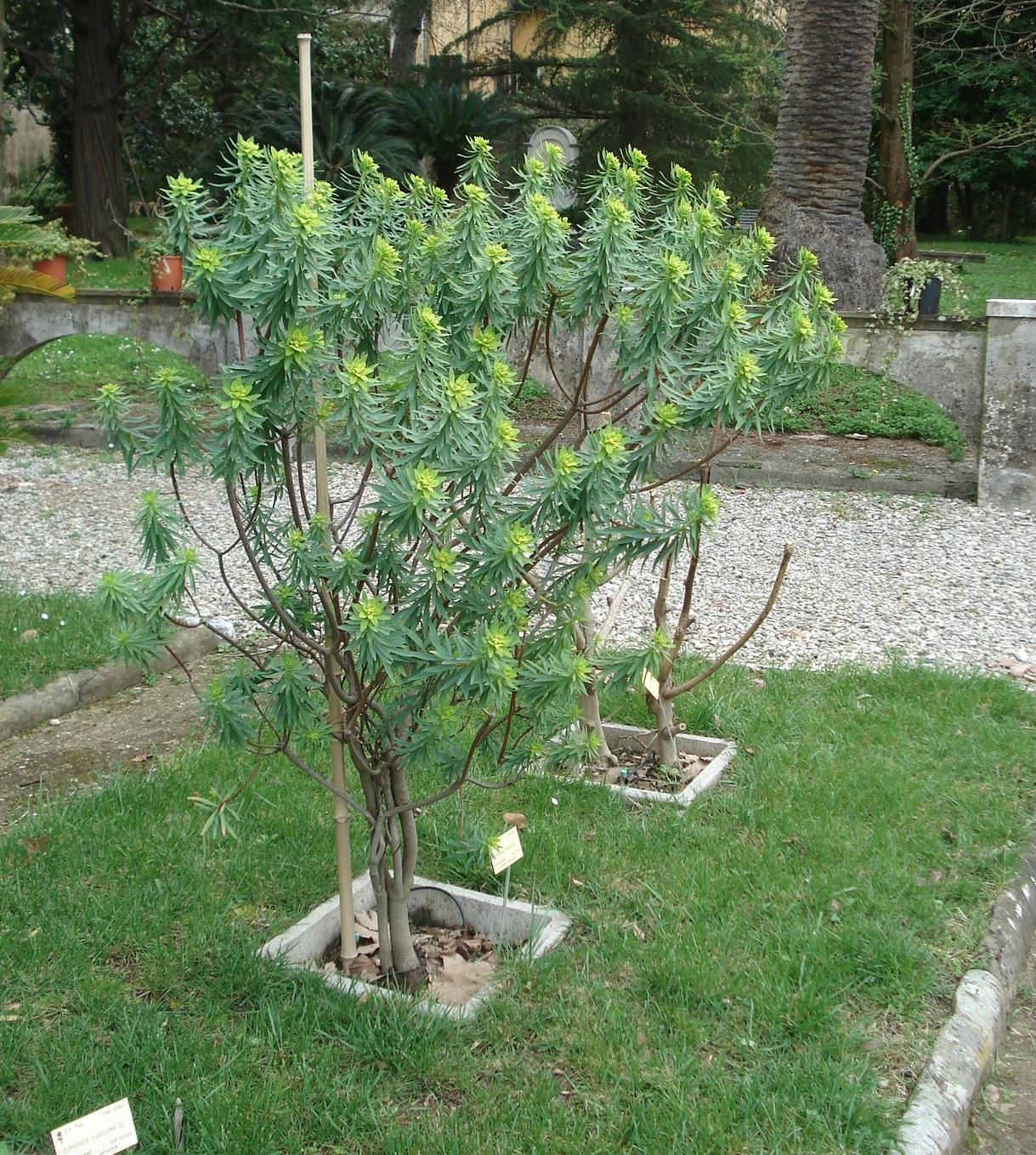
Euphorbia dendroides
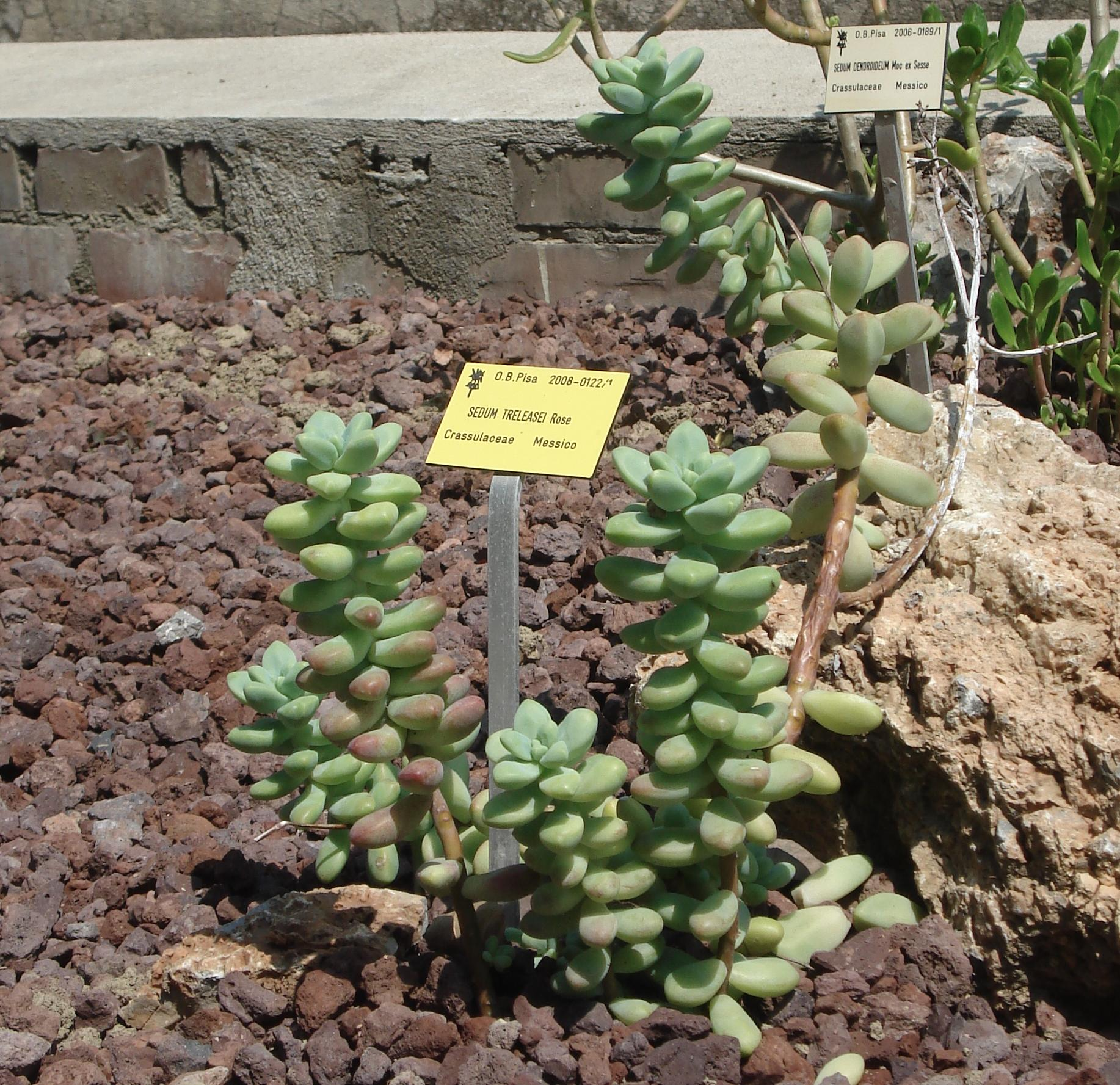
Sedum treleasei